# Black Knights
RSAF Black Knight – zespół akrobacyjny Sił Powietrznych Singapuru. 

## Historia
Grupa powstał w 1973 w bazie wojskowej Tengah, w której zespół bazuje do dziś. Jeszcze przed formalnym utworzeniem jednostki piloci z bazy Tengah wykonywali grupową akrobację na samolotach Hawker Hunter. W roku 1973 oficjalnie zatwierdzono istnienie grupy jako zespołu akrobacyjnego Black Knights, nowo powstała grupa zaczęła 
wykonywać loty na samolotach Northrop F-5 Freedom Fighter. W roku 1990 zespół przesiadł się na McDonnell Douglas A-4 Skyhawk pomalowane w barwy zespołu. W 2000 nastąpiła kolejna zmiana w uzbrojeniu zespołu. Wybrano nowe maszyny General Dynamics F-16 Fighting Falcon, które również zostały pomalowane w narodowe barwy Singapuru. W chwili obecnej zespół składa się z 6 samolotów F-16C a w zespole latają:
- Leng Wai Mun
- Augustine Wan
- Lester John Fair
- Tay Kok Ann
- Philip Chionh
- Jeffrey Nah

## Samoloty używane przez grupę
- Hawker Hunter – 1973 - 1983
- Northrop F-5 Freedom Fighter – 1981 - 1990
- McDonnell Douglas A-4 Skyhawk – 1990 - 2000
- General Dynamics F-16 Fighting Falcon – od 2000 roku